# Список балетов Джорджа Баланчина
Параметры сортировки списка по дате или по алфавиту в прямом и обратном порядках задаются в ячейках заголовка.
Балетмейстер Джордж Баланчин поставил около 300 балетов, также он создал хореографию для нескольких бродвейских мюзиклов. Подавляющее большинство балетов Баланчина являются оригинальными (кроме «Щелкунчика, «Дон Кихота», «Вариаций из „Раймонды“», сцены лебедей из «Лебединого озера», «Арлекинады» и ещё нескольких подобных примеров из классического петербургского балетного наследия, созданного Мариусом Петипа и Львом Ивановым, а также «Жар-птицы», впервые поставленной Фокиным у Дягилева). Многие балеты являются бессюжетными, также для части своих произведений хореограф использовал минимальное сценическое оформление: декорации отсутствуют, вместо костюмов — балетная униформа, как для уроков и репетиций; нередко для оформления использовались костюмы и декорации от предыдущих спектаклей.
Баланчин обладал широкой музыкальной эрудицией и достаточно редко использовал музыку, написанную специально для балетного театра. Целый ряд балетов он поставил на музыку Игоря Стравинского, с которым его связывала многолетняя дружба. При выборе партитуры для следующих постановок он неоднократно следовал советам и рекомендациям этого композитора. 
Важное место в сценическом наследии хореографа занимают балеты на музыку Петра Чайковского, который был его любимым композитором. Нередко в своём творчестве он использовал итальянскую оперную музыку (Верди, Беллини, Доницетти), несколько раз обращался к музыке Мориса Равеля, и лишь однократно — к Вивальди, Корелли, Глюку, Баху и Моцарту. Плодотворно сотрудничал с композитором Херши Кеем, создавшим для ряда его постановок оркестровые партитуры на основе как произведений классической музыки, так и всевозможных песен и народных мелодий.     
Сохранением хореографического наследия Баланчина и постановкой его балетов занимается Фонд Баланчина. Авторские права согласно завещанию хореографа поделены между теми артистами труппы «Нью-Йорк Сити балет», для которых он ставил эти спектакли в американский период своей жизни.

## Балеты
| Год  | Премьера                                                  | Название балета                                                     | Композитор | Декорации и костюмы                                                                              | Первые исполнители | Дирижёр                                 | Труппа                    | Редакции | Илл. |
| ---- | --------------------------------------------------------- | ------------------------------------------------------------------- | --- | ------------------------------------------------------------------------------------------------ | --- | --------------------------------------- | ------------------------- | --- | ---- |
| 1925 | 17 июня, Париж, Театр Гете-лирик                          | «Песнь соловья» (фр. Le Chant du rossignol, новая редакция)         | Игорь Стравинский | Анри Матисс                                                                                      | Алисия Маркова, Лидия Соколова, Сергей Григорьев, Джордж Баланчин, Николай Кремнёв |                                         | Русский балет Дягилева    | |      |
| 1925 | 11 декабря, Лондон, Колизеум                              | «Барабо» (фр. Barabau)                                              | Витторио Риети | Морис Утрилло (д. вып. князем Шервашидзе)                                                        | Леон Войциковский, Серж Лифарь, Алиса Никитина, Александра Данилова, Тамара Жева |                                         | Русский балет Дягилева    | |      |
| 1926 | 19 мая, Париж, Театр Сары Бернар                          | «Пастораль» (фр. Pastorale)                                         | Жорж Орик | Педро Прюна (д. вып. князем Шервашидзе)                                                          | Фелия Дубровская, Тамара Жева, Серж Лифарь, Тадеуш Славинский |                                         | Русский балет Дягилева    | |      |
| 1926 | 3 июня, Париж, Театр Сары Бернар                          | «Чёртик из табакерки» (англ. Jack in the Box)                       | Эрик Сати | Андре Дерен (д. вып. князем Шервашидзе)                                                          | Станислав Идзиковский, Александра Данилова, Любовь Чернышёва (?) |                                         | Русский балет Дягилева    | |      |
| 1926 | 3 декабря, Лондон, Театр Лицеум                           | «Триумф Нептуна» (фр. Le Triomphe de Neptune)                       | Лорд Бернерс | князь Шервашидзе (д.) Педро Прюна (к.)                                                           | Александра Данилова, Серж Лифарь, Лидия Соколова, Михаил Фёдоров, Любовь Чернышёва, Вера Петрова, Татьяна Шамье, Джордж Баланчин, Константин Черкас |                                         | Русский балет Дягилева    | |      |
| 1927 | 30 апреля, Опера Монте-Карло                              | «Кошка» (фр. La chatte)                                             | Анри Соге | Наум Габо Антуан Певзнер (сценография и скульптуры)                                              | Алиса Никитина, Серж Лифарь |                                         | Русский балет Дягилева    | |      |
| 1928 | 12 июня, Париж, Театр Сары Бернар                         | «Аполлон Мусагет» (фр. Apollon musagète)                            | Игорь Стравинский | Андре Бошан (д. вып. князем Шервашидзе) Шанель (к., 1929)                                        | Серж Лифарь, Алиса Никитина, Любовь Чернышёва, Фелия Дубровская |                                         | Русский балет Дягилева    | |      |
| 1928 | 16 июля, Лондон, Театр Его Величества                     | «Боги-нищие» (фр. Les Dieux mendiants; англ. The Gods Go A-Begging) | Георг Фридрих Гендель | Лев Бакст (д. из «Дафниса и Хлои») Хуан Грис (к. из «Искушения пастушки»)                        | Александра Данилова, Леон Войциковский, Любовь Чернышёва, Фелия Дубровская, Константин Черкас |                                         | Русский балет Дягилева    | |      |
| 1929 | 7 мая, Опера Монте-Карло                                  | «Бал» (фр. Le Bal)                                                  | Витторио Риети | Джорджо де Кирико                                                                                | Александра Данилова, Антон Долин, Андрей Бобров, Фелия Дубровская, Леон Войциковский, Джордж Баланчин, Евгения Липковская, Серж Лифарь |                                         | Русский балет Дягилева    | |      |
| 1929 | 21 мая, Париж, Театр Сары Бернар                          | «Блудный сын» (фр. Le fils prodigue)                                | Сергей Прокофьев | Жорж Руо (д. вып. князем Шервашидзе, к. — Верой Судейкиной)                                      | Серж Лифарь, Михаил Фёдоров, Фелия Дубровская, Элеанора Марра, Наталия Браницкая, Леон Войциковский, Антон Долин |                                         | Русский балет Дягилева    | 1950 — Нью-Йорк Сити балет. |      |
| 1933 | 7 июня, Париж, Театр Елисейских Полей                     | «Моцартиана»                                                        | Пётр Чайковский (сюита для оркестра № 4 «Моцартиана», 1887) | Кристиан Берар (д., к. и занавес)                                                                | Людовик Матлинский и Люсьен Кульберг, Тамара Туманова и Роман Ясинский |                                         | «Балет—1933»              | Премьера в США — в поместье Феликса Варбурга «Уайт-плейнс» 9 июня 1934 года. 1935 — «Караван-балет», 1945 — «Русский балет Монте-Карло», 1956 — гастрольная труппа А. Даниловой, 1981 — Нью-Йорк Сити балет.                            |      |
| 1935 | 1 марта, Нью-Йорк, театр Адельфи                          | «Серенада»                                                          | Пётр Чайковский (Серенада для струнного оркестра, 1880) | Гастон Лоншан (д.), Жан Люрса (к.)                                                               | | Шандор Хармати                          | «Караван-балет»           | Первый показ — в поместье Феликса Варбурга «Уайт-плейнс» 10 июня 1934 года. 1941 — «Караван-балет», 1947 — Парижская опера. |      |
| 1937 | 27 апреля, Нью-Йорк, Старая Метрополитен-опера            | «Игра в карты»                                                      | Игорь Стравинский (балет «в трёх партиях» по либретто Стравинского и Никиты Маляева, 1936)                                                                               |                                                                                                  | Аннабель Лион, Лида Анчутина, Ариэль Лэнг, Гортензия Харклин, Уильям Доллар | Игорь Стравинский                       | «Караван-балет            | |      |
| 1941 | Нью-Йорк                                                  | «Балюстрада»                                                        | Игорь Стравинский (Концерт для скрипки с оркестром) | Павел Челищев                                                                                    | |                                         |                           | |      |
| 1941 | 27 июня, Рио-де-Жанейро, Городской театр                  | «Барочный концерт»                                                  | Иоганн Себастьян Бах (Концерт для двух скрипок, 1730) | Эжен Берман                                                                                      | Мари-Жанна, Мэри Джейн Ши, Уильям Доллар |                                         | «Караван-балет»           | До начала гастролей показан 29 мая в Нью-Йорке, в «Литл-театре» Хантерского колледжа; 1943 — «Американский концертный балет», 1945 — Русский балет Монте-Карло, 1948 — Нью-Йорк Сити балет (Мари-Жанна, Рут Гилберт, Франциско Монсьон) |      |
| 1946 | 27 января, Нью-Йорк, Городской центр музыки и драмы       | «Сомнамбула»                                                        | Витторио Риети (на темы из опер Винченцо Беллини) |                                                                                                  | Александра Данилова, Николас Магалланес, Мария Толчиф |                                         | Русский балет Монте-Карло | |      |
| 1946 | 20 ноября, Нью-Йорк                                       | «Четыре темперамента»                                               | Пауль Хиндемит | Курт Селигман                                                                                    | Уильям Доллар, Джорджия Хайден, Танакиль Леклерк и другие | Леон Барзен, пианист — Николаc Копейкин | Балетное общество         | |      |
| 1947 | 28 июля, Париж, Гранд-опера                               | «Хрустальный дворец»                                                | Жорж Бизе (Симфония № 1, до мажор, 1855) | Леонор Фини                                                                                      | Лисетт Дарсонваль и Александр Калюжный, Тамара Туманова и Роже Ритц, Мишлен Барден и Мишель Рено, Мадлен Лафон и Макс Боццони | Роже Дезормьер                          | Парижская опера           | Переставлен в 1948 году как «Симфония до мажор» для «Балетного общества», 1950 — Нью-Йорк Сити балет. |      |
| 1947 | 26 ноября, Нью-Йорк, Городской центр музыки и драмы       | «Тема с вариациями»                                                 | П. И. Чайковский (финал сюиты № 3, 1884) | Вудман Томпсон (к. изготовлены Каринской)                                                        | Алисия Алонсо, Игорь Юшкевич | Макс Гоберман                           | Театр балета              | Был включён в «Сюиту № 3 Чайковского» в качестве заключительной части балета; 1970 — Кубинский национальный балет (постановка Алисии Алонсо).                                                                                           |      |
| 1948 | 28 апреля, Нью-Йорк, Городской центр музыки и драмы       | «Орфей»                                                             | Игорь Стравинский | Исаму Ногути (д. и к.), Жан Розенталь (свет)                                                     | Орфей — Николас Магалланес, Эвридика — Мария Толчиф, Вакханка — Танакиль Леклерк, Тёмный ангел — Франциско Монсьон |                                         | Балетное общество         | |      |
| 1949 | 27 ноября, Нью-Йорк, Городской центр музыки и драмы       | «Жар-птица»                                                         | Игорь Стравинский | Марк Шагал (1945, для Л. Мясина)                                                                 | Мария Толчиф, Франциско Монсьон, Патриция Макбрайд, Эдвард Бигелоу | Леон Барзен                             | Нью-Йорк Сити балет       | Другие редакции: 1970, 1980. |      |
| 1951 | 20 февраля, Нью-Йорк, Городской центр музыки и драмы      | «Вальс»                                                             | Морис Равель (Вальс, 1920) | Жан Розенталь (д.), Варвара Каринская (к.), Рональд Бэйтс (свет)                                 | Вида Браун, Эдвина Фонтейн, Джиллиана, Патриция Уайлд, Фрэнк Хоуби, Ивонн Мунси, Мишель Мол, Диана Адамс, Герберт Блисс, Танакиль Леклерк, Николас Магалланес, Франциско Монсьон |                                         | Нью-Йорк Сити балет       | |      |
| 1952 |                                                           | «Караколь»                                                          | В.-А. Моцарт (Дивертисмент № 15, 1777) | Кристиан Берар (из балета «Моцартиана)                                                           | Диана Адамс, Мелисса Хайден, Танакиль Леклер, Мария Толчиф, Патрициа Уайлд, Андре Эглевский, Николас Магалланес, Джером Роббинс |                                         | Нью-Йорк Сити балет       | В 1956 году переставлен под названием «Дивертисмент № 15» |      |
| 1952 | 11 ноября, Нью-Йорк, Городской центр музыки и драмы       | «Шотландская симфония»                                              | Феликс Мендельсон (Симфония № 3, 1829—1842) | Гораций Армистед (д.), Варвара Каринская (ж. к.), Дэвид Фолькес (м. к.), Жан Розенталь (свет)    | Мария Толчиф, Андре Эглевский (па-де-де), Патриция Уайлд, Фрэнк Хоуби, Майкл Маул (па-де-труа) |                                         | Нью-Йорк Сити балет       | |      |
| 1954 | 2 февраля, Нью-Йорк, Городской центр музыки и драмы       | «Щелкунчик»                                                         | Пётр Чайковский | Гораций Армистед (д.), Варвара Каринская (к.)                                                    | Клара — Зина Бетьюн, фея Драже — Мария Толчиф, её кавалер — Николас Магалланес, Капля росы — Танакиль Леклер, Кофе — Франциско Монсьон, Карамелька — Роберт Барнет, Мэри — Альберта Грант, Дроссельмейер — Михаил Аршанский, Щелкунчик, юный племянник Дроссельмейера — Поль Никель |                                         | Нью-Йорк Сити балет       | |      |
| 1954 | 7 сентября, Нью-Йорк, Городской центр музыки и драмы      | «Западная симфония»                                                 | традиционная музыка в оркестровке Херши Кея | Жан Розенталь (свет); 1955 — Джон Бойт (д.), Варвара Каринская (к.), Марк Стэнли (свет)          | Диана Адамс и Герберт Блисс, Дженет Рид и Николас Магалланес, Патрициа Уайлд и Андре Эглевский, Танакиль Леклер и Жак д'Амбуаз |                                         | Нью-Йорк Сити балет       | |      |
| 1954 | 14 сентября, Нью-Йорк, Городской центр музыки и драмы     | «Айвесиана»                                                         | Чарльз Айвз («Центральный парк в темноте», «Хэллоуин», «Вопрос, оставшийся без ответа», 1906—1908, и другие произведения)                                                | Жан Розенталь                                                                                    | Дженет Рид, Франциско Монсьон, Патрициа Уайлд, Жак д'Амбуаз, Аллегра Кент, Тодд Болендер, Диана Адамс, Герберт Блисс, Танакиль Леклер |                                         | Нью-Йорк Сити балет       | |      |
| 1955 |                                                           | «Детские игры»                                                      | Жорж Бизе («Игры детей», 1871) |                                                                                                  | Мелисса Хайден, Рой Тобиас |                                         | Нью-Йорк Сити балет       | Совместный проект с Барбарой Милберг и Франциско Монсьоном; 1959 год — самостоятельная редакция. В 1975 году Баланчин поставил на эту музыку па-де-де «Стойкий оловянный солдатик».                                                     |      |
| 1956 | 1 марта, Нью-Йорк, Городской центр музыки и драмы         | «Блестящее аллегро»                                                 | Пётр Чайковский (Концерт для фортепиано с оркестром № 3, 1893) | Варвара Каринская (к.), Жан Розенталь (свет)                                                     | Мария Толчиф, Николас Магалланес | Леон Барзен, пианист — Николаc Копейкин | Балетное общество         | |      |
| 1956 | 31 мая, Стратфорд, Шекспировский театр                    | «Дивертисмент № 15»                                                 | В.-А. Моцарт (Дивертисмент № 15, 1777) | Джеймс Морком (д. из балета «Концертная симфония»), Варвара Каринская (к.), Жан Розенталь (свет) | Диана Адамс, Мелисса Хайден, Аллегра Кент, Танакиль Леклер, Патрициа Уайлд, Герберт Блисс, Николас Магалланес, Рой Тобиас |                                         | Нью-Йорк Сити балет       | Переделка балета «Караколь» (1952). |      |
| 1957 | 1 декабря, Нью-Йорк, Городской центр музыки и драмы       | «Агон»                                                              | Игорь Стравинский |                                                                                                  | Тодд Болендер, Барбара Милберг, Барбара Уолцак, Рой Тобиас, Джонатан Уоттс, Мелисса Хайден, Диана Адамс, Франциско Монсьон, Патриция Макбрайд, Артур Митчелл |                                         | Нью-Йорк Сити балет       | |      |
| 1958 | 17 января, Нью-Йорк, Городской центр музыки и драмы       | «Звёзды и полосы»                                                   | марши Джона Филиппа Соуза в оркестровке Херши Кея | Дэвид Хэйс (д.), Варвара Каринская (к.)                                                          | Аллегра Кент, Диана Адамс, Мелисса Хайден, Роберт Барнет, Жак д'Амбуаз |                                         | Нью-Йорк Сити балет       | |      |
| 1960 | 29 марта, Нью-Йорк, Городской центр музыки и драмы        | Па-де-де на музыку Чайковского                                      | Пётр Чайковский (па-де-де из балета «Лебединое озеро», 1876) | Варвара Каринская (к.)                                                                           | Виолетт Верди и Конрад Ладлоу |                                         | Нью-Йорк Сити балет       | |      |
| 1962 | 17 января                                                 | «Сон в летнюю ночь»                                                 | Феликс Мендельсон («Сон в летнюю ночь», 1826/1843 и другие произведения)                                                                                                 |                                                                                                  | Титания — Мелисса Хайден, Оберон — Эдвард Виллела, Пак — Артур Митчелл, Тезей — Франциско Монсьон, Гермия — Патриция Макбрайд, Лизандр — Николас Магалланес |                                         | Нью-Йорк Сити балет       | |      |
| 1963 | 30 марта, Нью-Йорк, Городской центр музыки и драмы        | «Бугаку»                                                            | Тосиро Маюдзуми («Бугаку», 1962) | Дэвид Хэйс (д.), Варвара Каринская (к.), Рональд Бэйтс (свет)                                    | Аллегра Кент, Эдвард Виллела |                                         | Нью-Йорк Сити балет       | |      |
| 1964 | 7 января, Нью-Йорк, Городской центр музыки и драмы        | «Тарантелла»                                                        | Большая тарантелла Луи Моро Готшалка (ок. 1866) в оркестровке Херши Кея                                                                                                  | Варвара Каринская (к.)                                                                           | Патриция Макбрайд и Эдвард Виллела | Роберт Ирвинг, пианист — Жан-Пьер Марти | Нью-Йорк Сити балет       | |      |
| 1968 | 23 ноября, Нью-Йорк, Театр штата Нью-Йорк                 | «Ручей»                                                             | Лео Делиб (фрагменты из балетов Ручей, 1866 и «Сильвия», 1876) |                                                                                                  | Виолетт Верди и Джон Принц |                                         | Нью-Йорк Сити балет       | С использованием хореографии па-де-де (1950) и дивертисмента (1965) из балета «Сильвия» |      |
| 1970 | 5 февраля, Нью-Йорк, Театр штата Нью-Йорк                 | «Кого это волнует?»                                                 | музыка Джорджа Гершвина в оркестровке Херши Кея | Джо Милзинер (д.), Варвара Каринская (к.), Бен Бенсон (к., 1983)                                 | Жак д’Амбуаз, Патриция Макбрайд, Марни Моррис, Карин фон Арольдинген | Роберт Ирвинг, пианист — Гордон Болцнер | Нью-Йорк Сити балет       | |      |
| 1972 |                                                           | «Пульчинелла»                                                       | Игорь Стравинский, (1920) |                                                                                                  | |                                         | Нью-Йорк Сити балет       | |      |
| 1975 | 15 мая, Нью-Йорк, Театр штата Нью-Йорк                    | «Сонатина»                                                          | Морис Равель (Сонатина для фортепиано, 1906) | Рональд Бэйтс (свет)                                                                             | Виолетт Верди и Жан-Пьер Бонфу |                                         | Нью-Йорк Сити балет       | |      |
| 1975 | 30 июля, Саратога-Спрингс, Центр исполнительских искусств | «Стойкий оловянный солдатик» (по одноимённой сказке Андерсена)      | Жорж Бизе («Игры детей», 1871) | Дэвид Митчелл (д. и к.)                                                                          | Патриция Макбрайд и Питер Шауфус |                                         | Нью-Йорк Сити балет       | Баланчин ранее обращался к «Играм детей» Бизе в 1955 и 1959 годах. |      |
| 1977 | 23 июня, Нью-Йорк, Театр штата Нью-Йорк                   | «Венские вальсы»                                                    | Иоганн Штраус-сын («Сказки Венского леса», «Весенние голоса», «Взрывная полька»), Франц Легар (вальс «Золото и серебро»), Рихард Штраус (вальсы из оперы «Кавалер розы») | Рубен Тер-Арутунян (д.), Варвара Каринская (к.), Рональд Бэйтс (свет)                            | Карин фон Арольдинген и Шон Лавери, Патриция Макбрайд и Хельги Томассон, Сара Лиланд и Барт Кук, Кей Маццо и Питер Мартинс, Сьюзен Фаррелл и Хорхе Донн (партия ставилась на Жан-Пьера Бонфу).                                                                                      |                                         | Нью-Йорк Сити балет       | |      |
| 1978 | 12 января, Нью-Йорк, Театр штата Нью-Йорк                 | «Бал королевы»                                                      | Джузеппе Верди (дивертисмент из оперы «Дон Карлос», 1867) | Бен Бенсон (д. и к.), Рональд Бэйтс (свет)                                                       | Мэрил Эшли и Роберт Вайс |                                         | Нью-Йорк Сити балет       | |      |
| 1982 | 10 июня, Нью-Йорк, Театр штата Нью-Йорк                   | «Танго»                                                             | Игорь Стравинский («Танго», 1940, оркестровка 1953 года) |                                                                                                  | Карин фон Арольдинген и Кристофер д’Амбуаз |                                         | Нью-Йорк Сити балет       | |      |

## На Бродвее
| Год  | Премьера  | Название мюзикла                                | Композитор                                 | Танцевальные номера                                   | Первые исполнители                                                           | Театр       | Следующие постановки |
| ---- | --------- | ----------------------------------------------- | ------------------------------------------ | ----------------------------------------------------- | ---------------------------------------------------------------------------- | ----------- | --- |
| 1936 | 11 апреля | На кончиках пальцев (англ. On Your Toes)        | Ричард Роджерс                             | «Балет принцессы Зенобии» «Убийство на Десятой улице» | Тамара Жева, Рэй Болджер (Нью-Йорк) Вера Зорина, Джек Уайтинг (Лондон, 1937) | «Империал»  | Валентина и Леонид Козловы (Бродвей, 1982) Сьюзен Фаррелл и Артур Митчелл («Убийство на Десятой улице», NYCB, 1968) Дарси Кистлер и Игорь Зеленский (па-де-де «Зенобия», NYCB, 1993) |
| 1940 | 23 мая    | По газонам не ходить (англ. Keep Off the Grass) | Джимми Макхью                              |                                                       |                                                                              | «Бродхерст» | |
| 1942 |           | Розалинда                                       | по оперетте Иоганна Штрауса «Летучая мышь» |                                                       |                                                                              |             | |